# Parada de Fabraquer (TRAM Alicante)
Fabraquer es una parada del TRAM Metropolitano de Alicante donde presta servicio la línea 3. Está situada en el municipio de Campello, enfrente de la playa de Muchavista.

## Localización y características
Se encuentra ubicada junto a la calle Murillo, desde donde se accede. Está en la zona residencial sur de Campello, sobre el paseo marítimo de la playa de Muchavista, a la altura del Rincón de la Zofra. En esta parada se detienen los tranvías de la línea 3. Dispone de dos andenes y dos vías.

## Líneas y conexiones
| << Cabecera | < Estación  | Línea | Estación > | Cabecera >> |
| ----------- | ----------- | ----- | ---------- | ----------- |
| Luceros     | Les Llances |       | Salesians  | Campello    |

Enlace con la línea de bus interurbano TAM (Alcoyana): Línea 21, Alicante-Playa San Juan-Campello.